# Década de 1170
Séculos: Século XI - Século XII - Século XIII
Décadas: 1140 1150 1160 - 1170 - 1180 1190 1200
Anos: 1170 - 1171 - 1172 - 1173 - 1174 - 1175 - 1176 - 1177 - 1178 - 1179